# GRAND SLAM 020 詠真 SECOND ROUND
《GRAND SLAM #020 詠真 SECOND ROUND》是一部在2019年發行的男同性戀色情片，由COAT CORPORATION旗下的分部COAT WEST製作，並在2019年8月8日以線上下載形式在CK DOWNLOAD網站上發行，為COAT CORPORATION史上首部僅以線上下載形式限定發行的集合新作，並以CK DOWNLOAD史上最高畫質的影片作為賣點。
影片為COAT WEST《GRAND SLAM》系列的第20部作品，同時為主角男優詠真自創下COAT WEST的2010年代發行作品銷售紀錄的《GRAND SLAM #016 詠真》後第二部個人作品。影片分為四個部份，包括與男優霸琉玖的肉彈戰性愛、跟女優的男女性愛、以戀人視角的短篇故事性愛、以及跟男優武尊互幹的部份。

## 背景與發行
詠真於2019年1月發行的首部個人作品《GRAND SLAM #016 詠真》獲得極大商業成功，並創下COAT WEST的2010年代發行作品銷售紀錄。COAT CORPORATION以瞬間登上絕對的王牌形容詠真的人氣，並收到來自觀眾與其他人氣男優共演的請求。期間他亦參演了《GRAND SLAM #017 龍騎》的演出，作為共演男優拍攝插入主角男優龍騎的部份。
詠真的第二部個人作品《GRAND SLAM #020 詠真 SECOND ROUND》發行消息於2019年7月底公佈，並僅在CK DOWNLOAD網站上以線上下載限定發行，並未單獨發行DVD版，成為COAT CORPORATION史上首部僅以線上下載形式限定發行的集合新作。影片亦以CK DOWNLOAD史上最高畫質的作品作為賣點，下載版本達到8Mbps比特率的1920x1080的高清畫質，而串流播放版本亦有5Mbps比特率之高，兩版本的畫質皆比同月發行的其他新作的高。

## 情節
《GRAND SLAM #020 詠真 SECOND ROUND》分為四個部份，包括與男優霸琉玖的肉彈戰性愛、跟女優的男女性愛、以戀人視角的故事式性愛、以及跟男優武尊互幹的部份。
影片的第一部份由詠真與男優霸琉玖一起演出，被形容為肉彈戰性愛。當中包括詠真與霸琉玖隔著被潤滑油沾濕的緊身褲互相磨擦陰莖，以及詠真把勃起的陰莖插進霸琉玖嘴裡的口交鏡頭。其後在霸琉玖的請求下詠真把陰莖插入他的肛門，把霸琉玖超過二十公分的巨根幹至勃起。最後在霸琉玖從快感中射出精液後，詠真仍然在不斷繼續抽插他的肛門。
第二部份為詠真跟女優的男女性愛，並以本能炸裂、始終勃起、雄顏全開形容演出。詠真在影片開始以舌頭舔弄女優的身體，並不斷向對方訴說淫穢的言語。其後興奮的詠真以陰莖插入女優的陰部，在聽到對方想要更多的請求後達至興奮高峰，全心全力擺動腰間抽插女優的陰部後滿足射精。
影片的第三部份為詠真首次以短篇故事形式拍攝的演出，並以觀眾的第一視角拍攝，而詠真則飾演傲嬌的男友。影片以詠真沐浴的畫面開始，發現男友闖進來後便害羞地想要趕他離開。然而變態的肌肉身體卻誠實地反映他高漲的性慾，使詠真向對方索求性愛。其後詠真不斷向男友提出「插進來... 快點...」、「插得更加深... 更加激烈...」等請求。最後在射精過後仍然騎乘男友的陰莖擺動，並感受對方在肛門裡內射的溫暖精液。（影片裡沒有拍攝內射的鏡頭，僅以對白顯示）
最後的部份為詠真與男優武尊的演出，為他們自《超亂交WEST》後再次共演，也是他們之間的首次性交。二人在影片開始互相口交，其後互相爭奪主導權，輪流交換位置抽插對方的肛門。其後武尊在被插入後提出「給我更多... 更多...」的請求，使詠真更加激烈地抽插。最後武尊在被對方抽插下射出精液來，而興奮的詠真亦把全數精液盡射在武尊的肌肉上。

## 商業成績
由於影片未有發行DVD版本，因此未有進入月度跟年度等銷量排行榜。但COAT CORPORATION其後以超級暢銷作品形容《GRAND SLAM #020 詠真 SECOND ROUND》，以表示影片取得商業上的成功。

## 備註
1. ↑  包括125分鐘正片，以及5分鐘長的作品推薦宣傳片。

## 資料來源
1. ↑  . 【COAT公式】アロマオイルマッサージサロンDegustation.   [2020-04-19]. （原始内容存档于2020-10-19） （日语）.
2. 1 2 3 4 5 6 7 8 9 10 11 12 13 14 15 16 17  . CK DOWNLOAD.   [2020-04-22]. （原始内容存档于2020-08-10） （日语）.
3. ↑  . KO-SHOP.   [2020-04-22]. （原始内容存档于2019-06-01） （日语）.
4. ↑  . CLUB CK.   [2020-04-19] （日语）.
5. ↑  . CHECK & FREEMAN. 2020-01-03  [2020-04-22]. （原始内容存档于2020-09-29） （日语）.